# Анненко, Михаил Ефимович
Михаил Ефимович Анненко (10 августа 1917 года — 15 октября 1995 года) — советский хозяйственный, государственный и политический деятель, председатель колхоза имени Ленина Курганинского района Краснодарского края. Герой Социалистического Труда (1957).

## Биография
Родился в 1917 году в станице Ново-Алексеевской. Член ВКП(б).
С 1935 года — на хозяйственной, общественной и политической работе. В 1935—1985 годах — кочегар, машинист локомобиля Курганинской МТС, участник Великой Отечественной войны, главный агроном, директор Новоалексеевской МТС, председатель колхоза имени Ленина Курганинского района Краснодарского края. Образование агронома получил перед Великой Отечественной войны. В Великую Отечественную войну был танкистом (командиром танковой роты), участник Сталинградской битвы. 
Указом Президиума Верховного Совета СССР от 31 октября 1957 года присвоено звание Героя Социалистического Труда с вручением ордена Ленина и золотой медали «Серп и Молот».
Избирался депутатом Верховного Совета РСФСР 4-го созыва, Верховного Совета СССР 8 созыва.
Умер в 1995 году.

## Награды
- Золотая медаль «Серп и Молот» (31.10.1957)
- Орден Ленина (31.10.1957)
- Орден Трудового Красного Знамени (23.06.1966)
- Орден Отечественной войны  2 степени (06.11.1985)
- Орден Красной Звезды (06.11.1947)
- Медаль «За отвагу» (СССР)
- Медаль «За победу над Германией в Великой Отечественной войне 1941—1945 гг.»
- Медаль «В ознаменование 100-летия со дня рождения Владимира Ильича Ленина»
- Медаль  «Двадцать лет Победы в Великой Отечественной войне 1941—1945 гг.»
- Знак «25 лет победы в Великой Отечественной войне»
- Медаль «Тридцать лет Победы в Великой Отечественной войне 1941—1945 гг.»
- Медаль «Ветеран труда»
- Юбилейная медаль «50 лет Вооружённых Сил СССР»
- Юбилейная медаль «60 лет Вооружённых Сил СССР»
- Медали ВДНХ 6 медалей (Большая, Малая медаль)